# Xique-Xique
Xique-Xique is een gemeente in de Braziliaanse deelstaat Bahia. De gemeente telt 47.470 inwoners (schatting 2009).